# Keferloh
Keferloh falu Németországban, Bajorországban, München járás keleti részében, Grasbrunn község része. Lakosainak száma 36 fő (1987. május 25.).

## Fekvése
Münchentől keletre fekvő település.

## Népesség
| Lakosok száma | 63   | 40   | 36   |
|               | 1950 | 1970 | 1987 |

## Leírása
A Salzburg és Augsburg közötti régi sóút mellett kialakult település. Keferloh eredetileg az itteni erdő egy kis tisztásán feküdt. A faluban áll a Szent Egyed fogadó, hagyományos kerthelyiségével. A település délnyugati részén pedig egy nagy teniszközpont található.

## Története

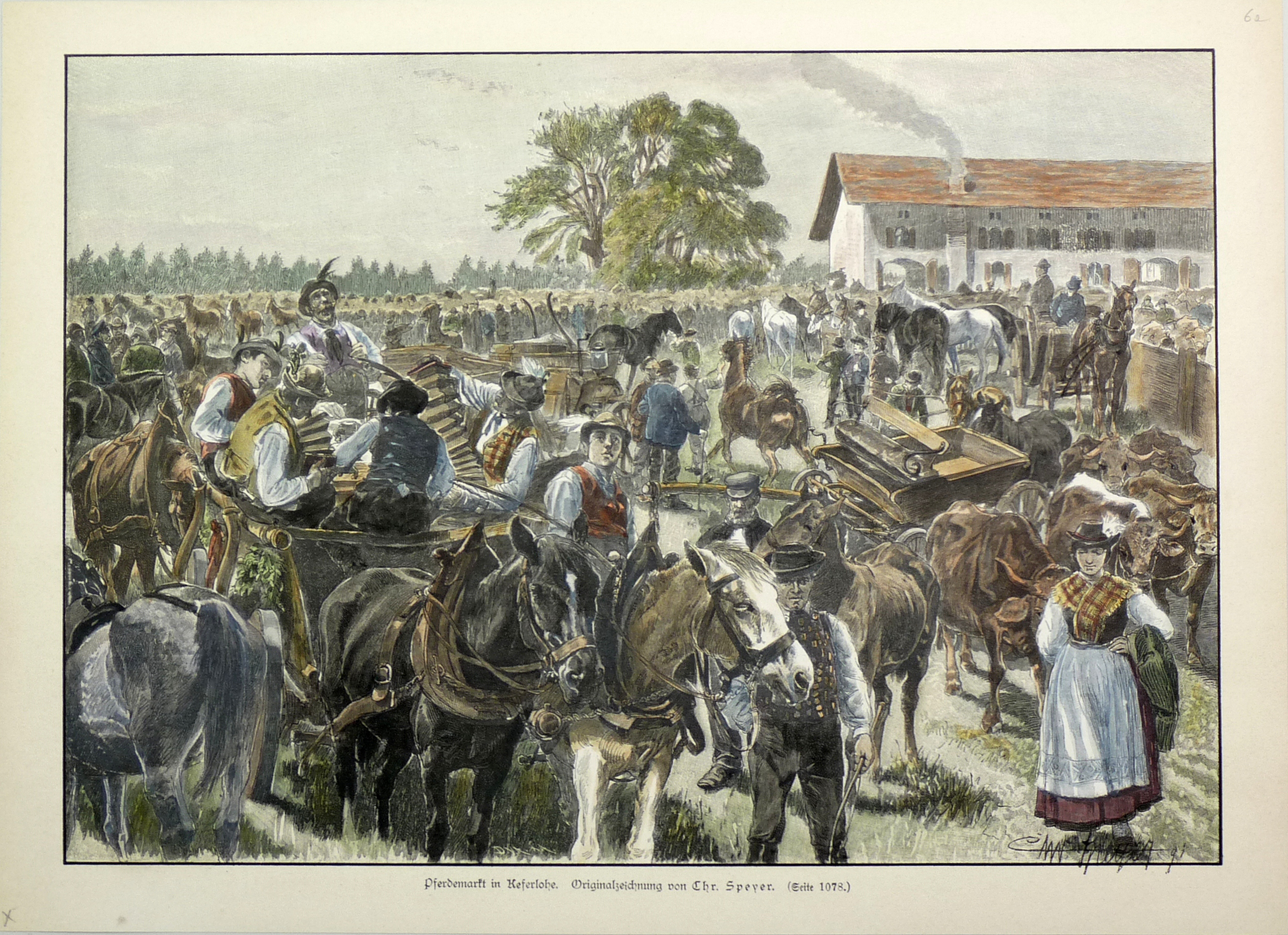

Keferloh annak köszönheti létrejöttét, hogy 955-ben itt rendezték meg azoknak a lovaknak a máig híres vásárát, amelyeket a Lech mezején legyőzött magyaroktól zsákmányoltak. E vásári hagyomány később öröklődött, mely szerint a Lech mezei csata évfordulóján 955 óta minden év augusztus 10-én itt nagy állatárverést, vásárt tartanak.
Az első írásos feljegyzés a településről 1158-ból való.

## Nevezetességek

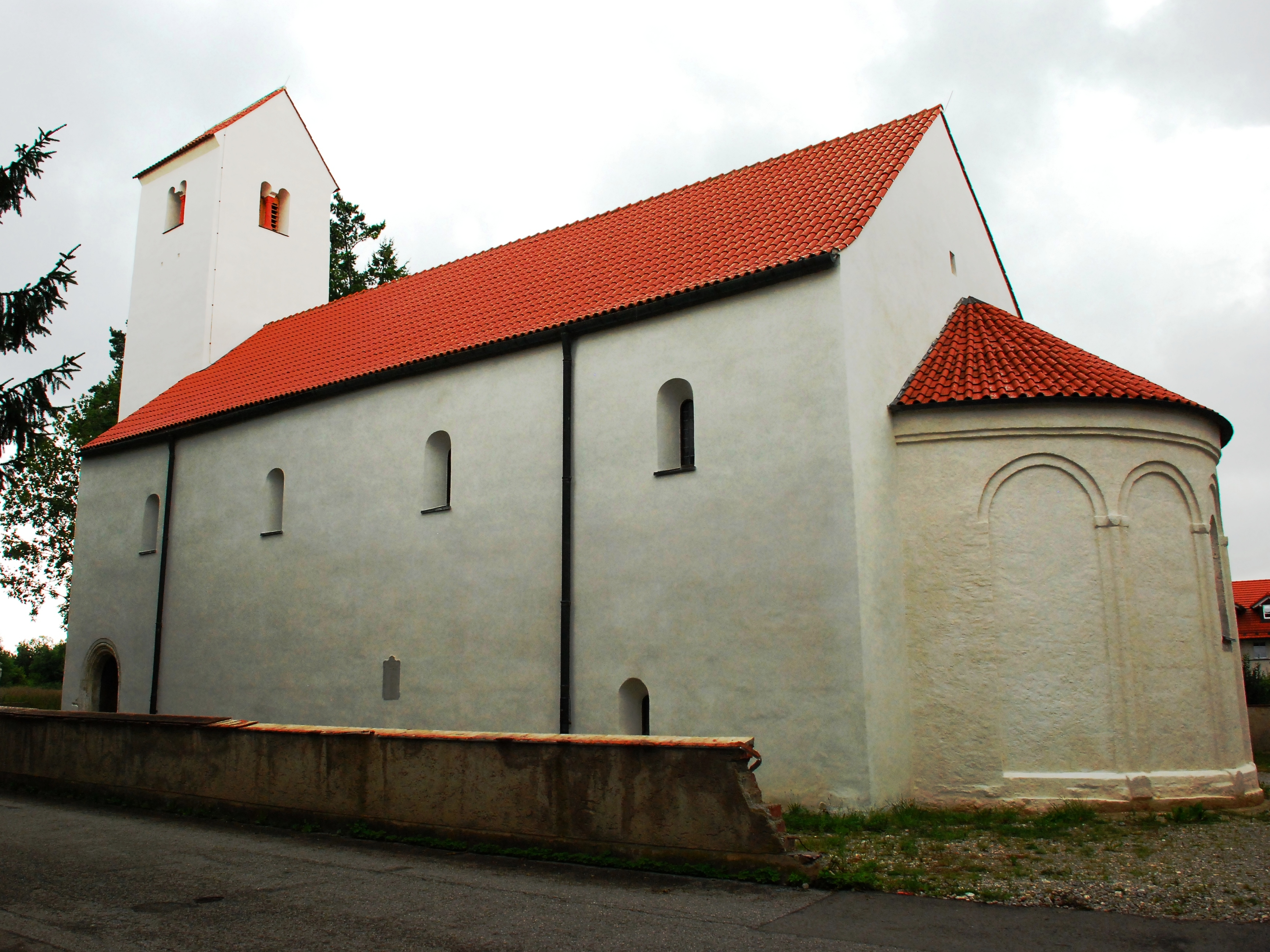
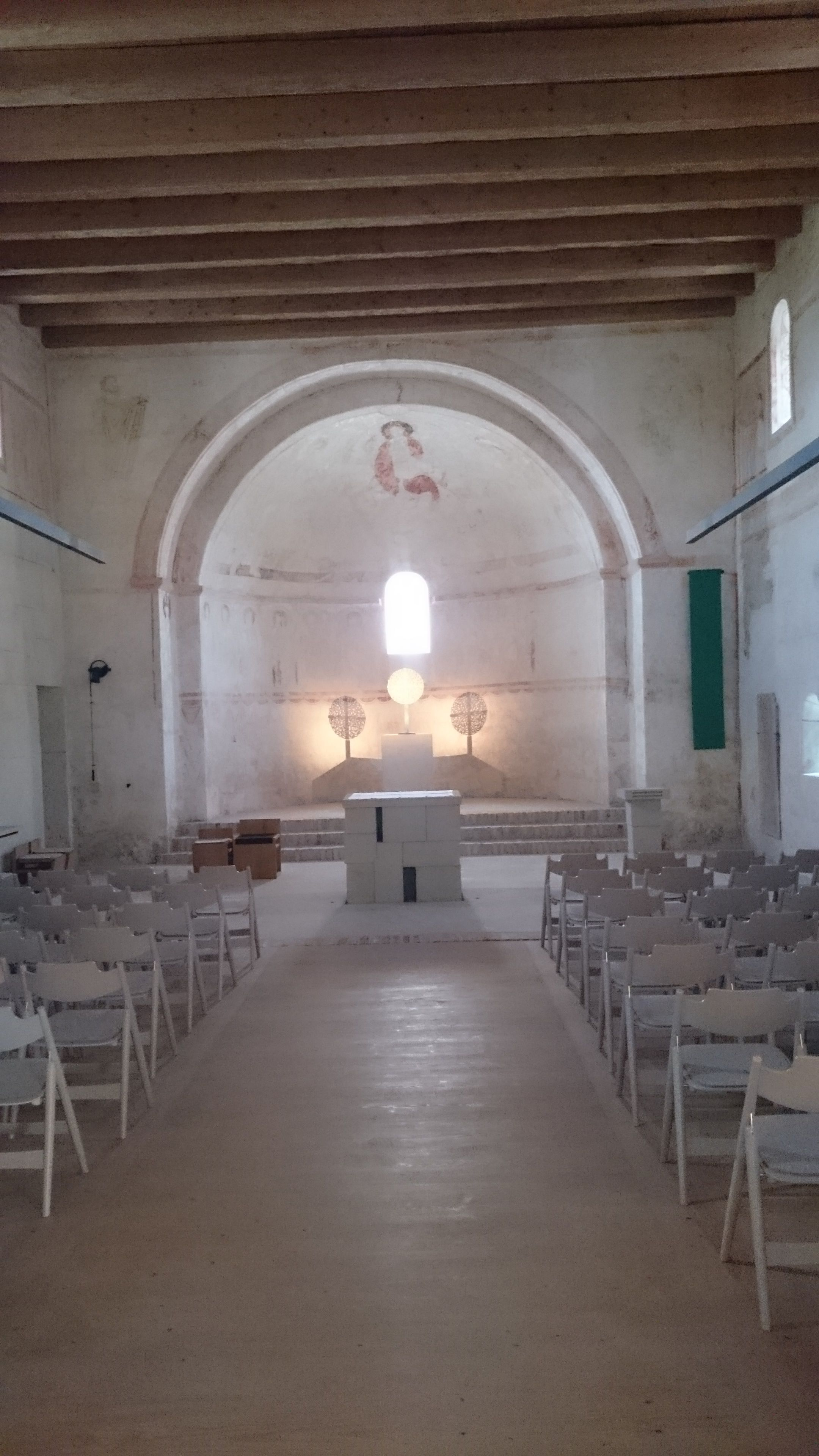
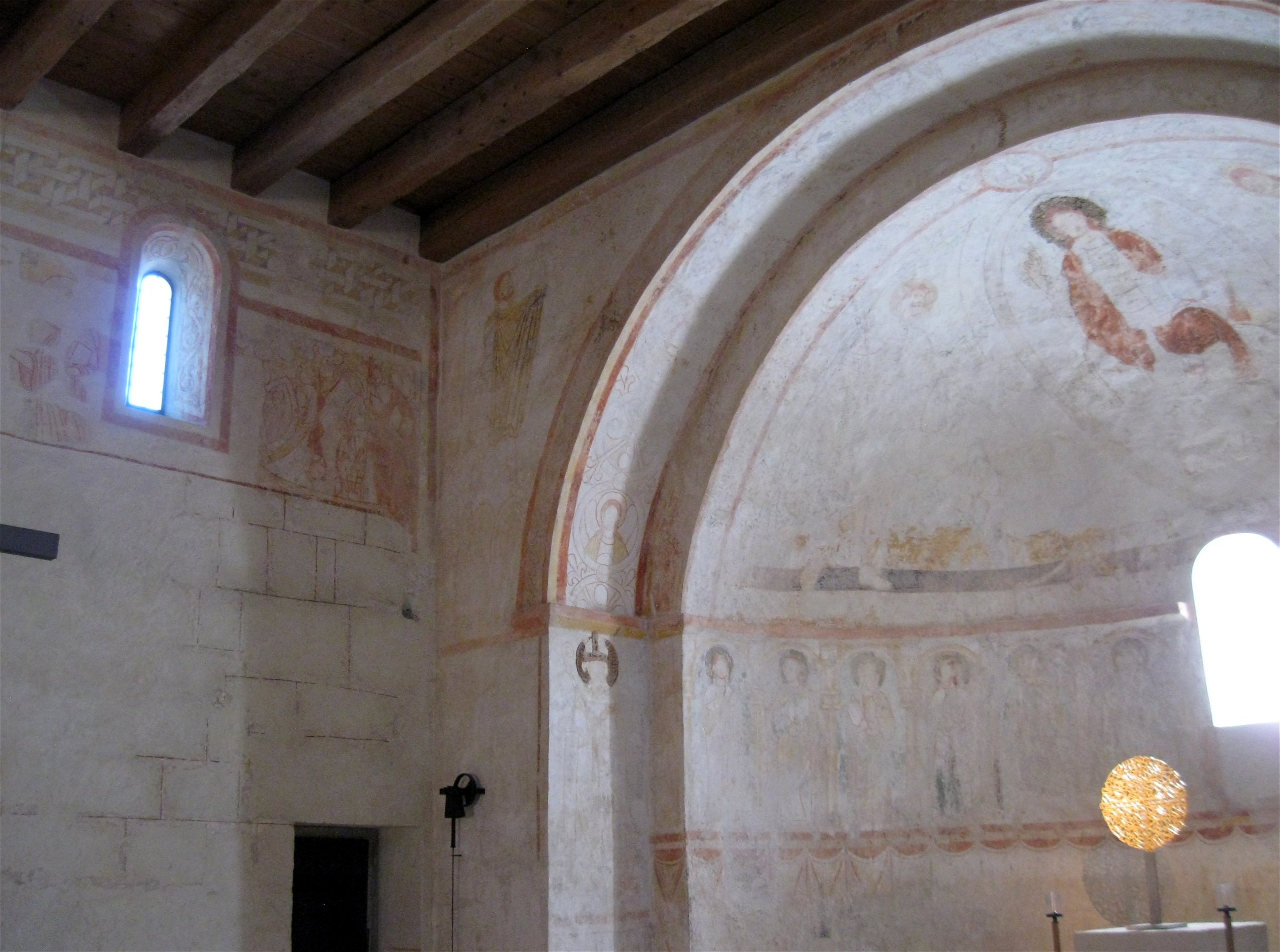
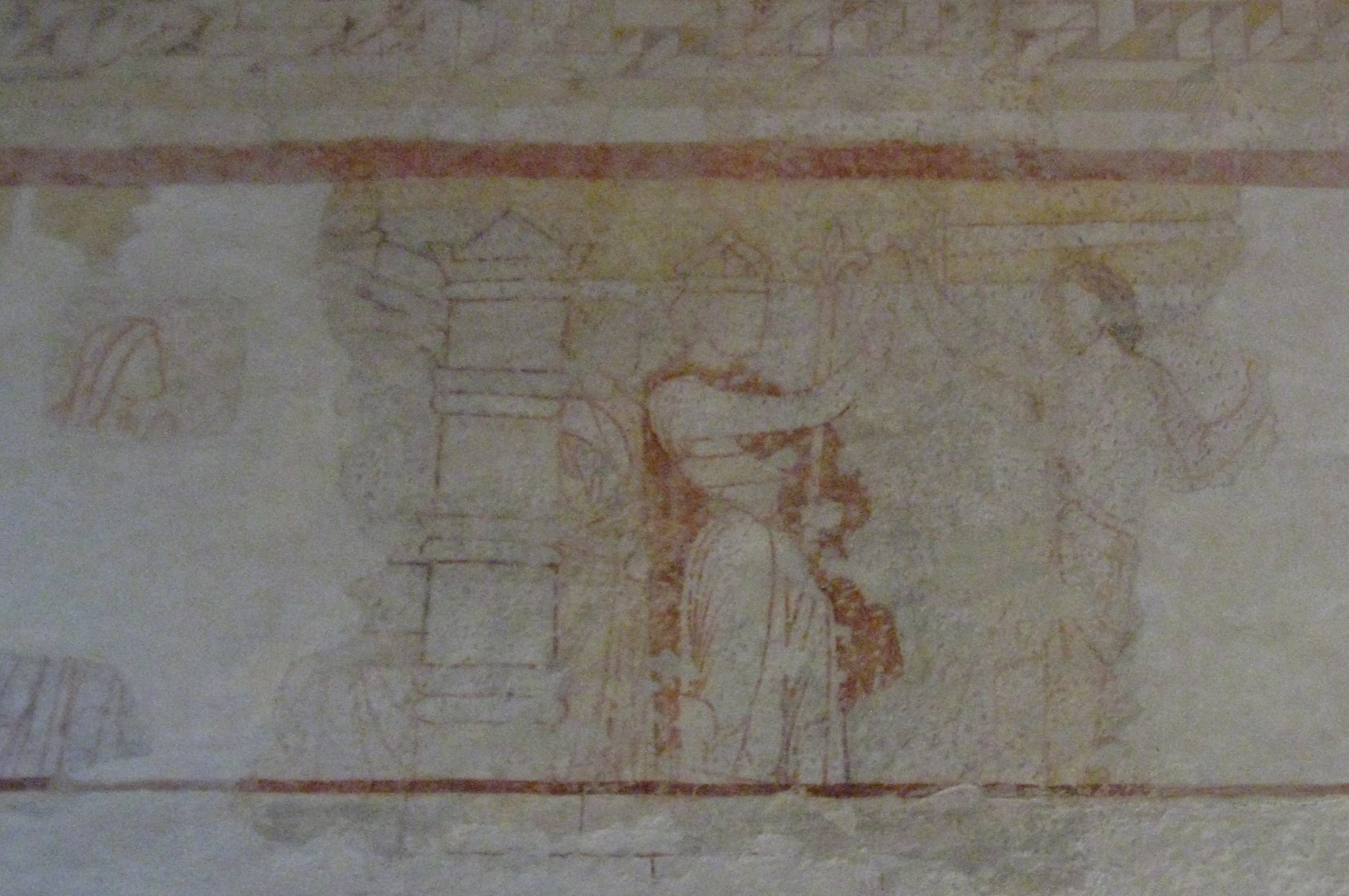
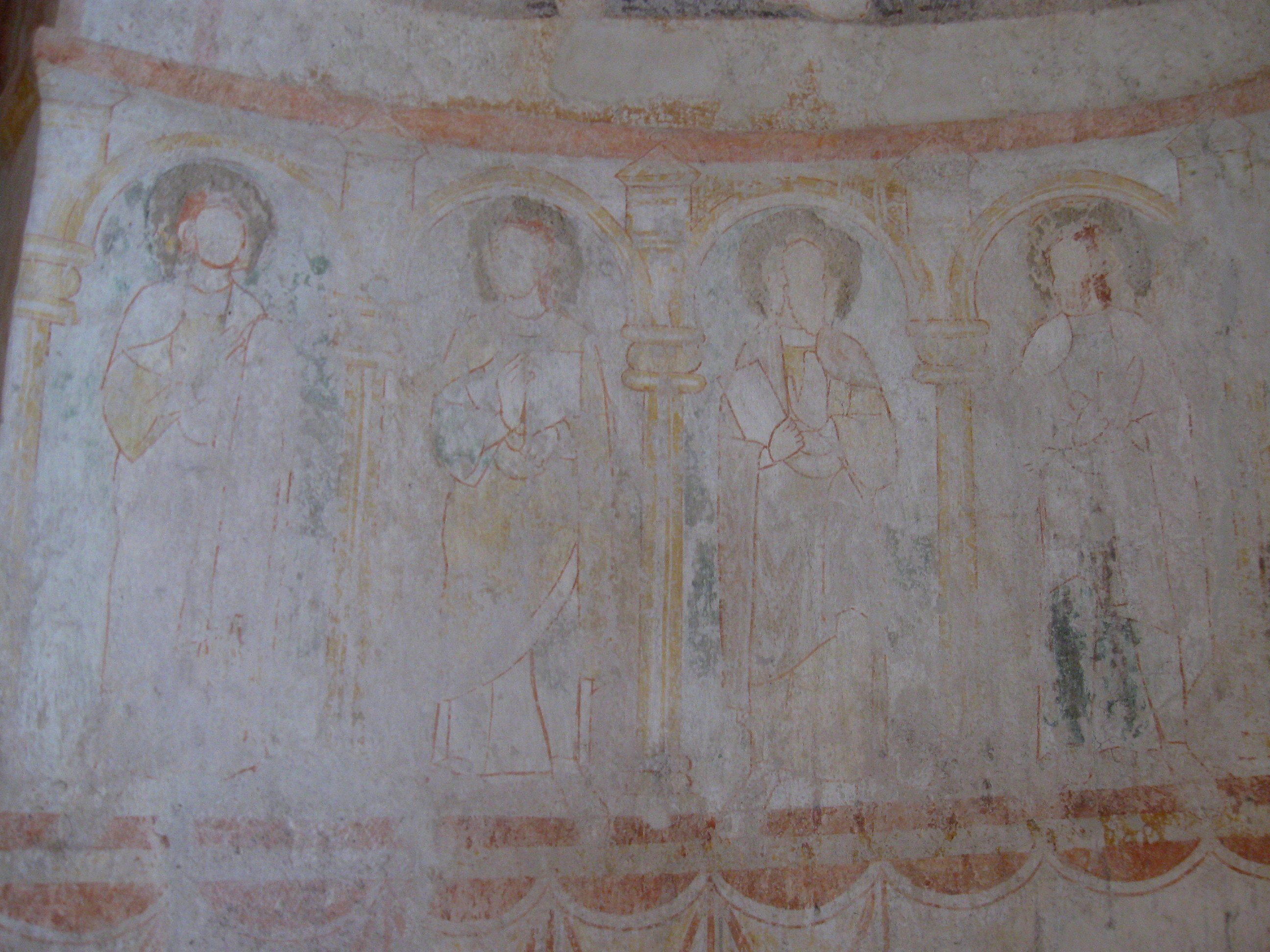
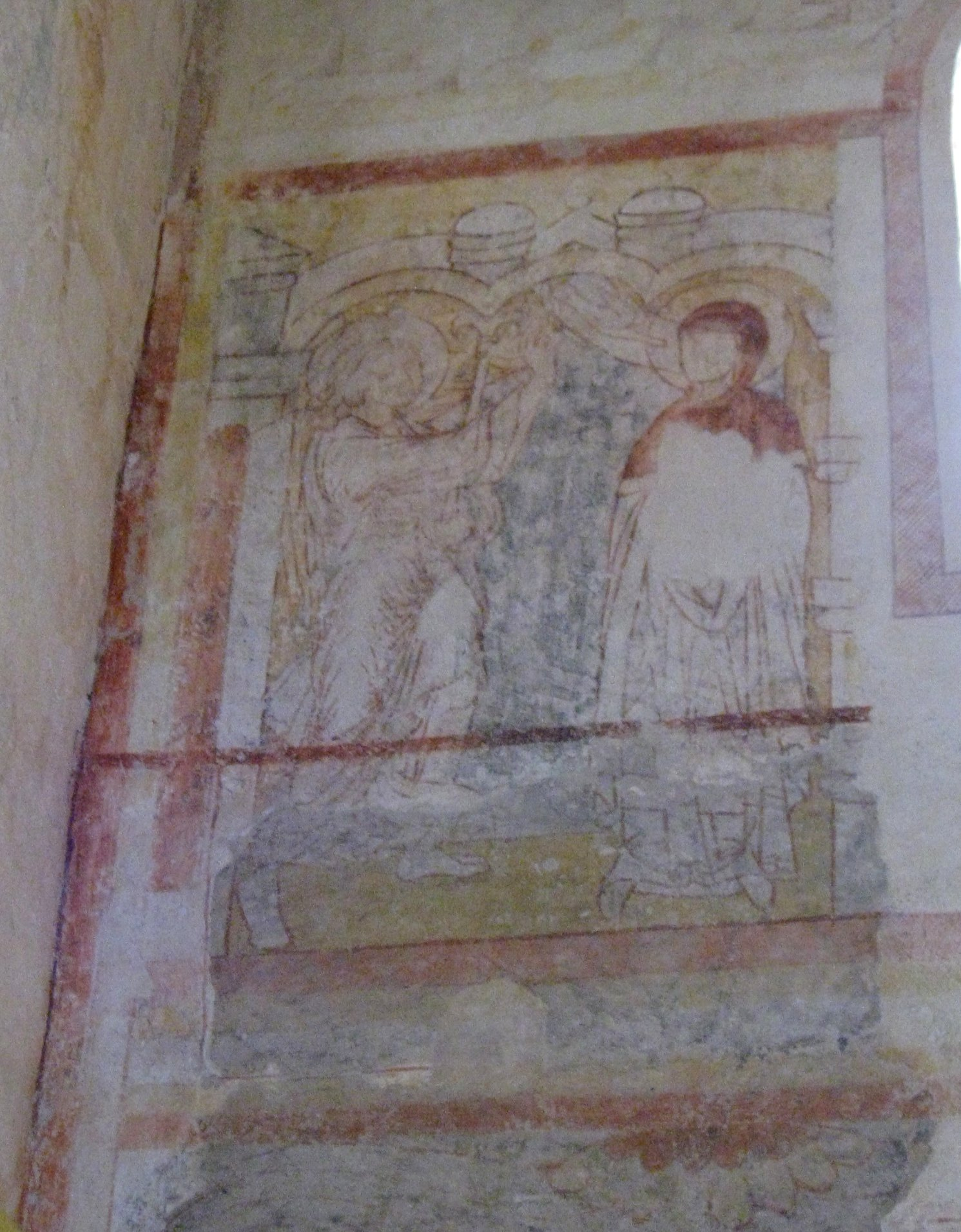

- Szent Egyed-templom